# Apocalipse 11
Apocalipse 11 é o décimo-primeiro capítulo do Livro do Apocalipse (também chamado de "Apocalipse de João") no Novo Testamento da Bíblia cristã. O livro todo é tradicionalmente atribuído a João de Patmos, uma figura geralmente identificada como sendo o apóstolo João.
Este capítulo encerra a narrativa das sete trombetas.

## Texto
O texto original está escrito em grego koiné e contém 19 versículos. Alguns dos mais antigos manuscritos contendo porções deste capítulo são:
- Papiro 115 (c. 275, versículos 1-5, 8-15, 18-19)
- Papiro 47 (século III, completo)
- Uncial 0308 (c. 350, versículos 15-18)
- Codex Sinaiticus (330-360, completo)
- Codex Alexandrinus (400-440, completo)
- Codex Ephraemi Rescriptus (c. 450, versículos 4-19)

## Estrutura
Este capítulo pode ser dividido em quatro seções distintas, encerrando a descrição das sete trombetas iniciada em Apocalipse 8:
- "As Duas Testemunhas" (versículos 1-6)
- "O Assassinato das Testemunhas" (versículos 7-10)
- "A Ressurreição das Testemunhas" (versículos 11-14)
- "Sétima trombeta: Proclamação do Reino" (versículos 15-19)

## Conteúdo
O capítulo começa com um pedido para que João medisse o santuário de Deus e o altar, mas não o átrio, onde estavam os gentios. Logo depois João começa a narrar a história de "duas testemunhas" que profetizarão por "mil e duzentos e sessenta dias". Da boca delas "sairá fogo" para assassinar os que lhe fizerem mal. Elas terão o poder de interromper as chuvas, de converter a água em sangue e de enviar pragas por toda a terra (Apocalipse 11:1–6).
João conta que uma "besta" subirá do abismo em seguida para assassiná-las num lugar que "espiritualmente se chama Sodoma e Egito". Muitos se alegrarão e os cadáveres ficarão expostos, sem direito a uma sepultura. A morte dos dois profetas que "atormentaram aos que habitavam sobre a terra" serão motivo de alegria e de trocas de presentes (Apocalipse 11:7–10). Porém, passados três dias e meio, eles se levantarão por causa do "espírito de vida, vindo de Deus". Novamente uma "voz vinda do céu" chama as duas testemunhas ao céu à vista de seus inimigos. Logo depois sobreveio um terremoto que matou sete mil. Os sobreviventes, aterrorizados, adoraram a Deus (Apocalipse 11:11-14). Desta forma termina o relato da sexta trombeta (o segundo "ai" indicado no último versículo de Apocalipse 8).
A sétima trombeta proclamou o início do Reino de Deus. Os anciãos se prostraram e agradeceram e todas as nações se enfureceram. Porém,
| “ | «...veio a tua ira e o tempo de serem julgados os mortos, e de dar a recompensa aos teus servos, os profetas, e aos santos e aos que temem ao teu nome, aos pequenos e aos grandes, e de destruir os destruidores da terra. Abriu-se o santuário de Deus, que está no céu, e no seu santuário foi vista a arca da sua aliança.» (Apocalipse 11:18–19) | ” |